# Burcht Wallrabenstein
De Burcht Wallrabenstein (Duits: Burg Wallrabenstein) is de ruïne van een burcht op 219 m boven NN in het dorp Wallrabenstein, in de gemeente Hünstetten, in de Rheingau-Taunus-Kreis, in de Duitse deelstaat Hessen.

## Geschiedenis
Graaf Walram IV van Nassau-Wiesbaden-Idstein bouwde de burcht rond 1390. Hij overleed in 1393, nog voordat zijn zoon Adolf II de burcht in datzelfde jaar liet voltooien. Later verpandde hij de burcht aan graaf Henne van Reifenberg.
Vanaf 1439 werd de burcht verder beleend en als ouderenhuis gebruikt. Een rentmeestersrekening uit 1549 bewijst dat de burcht nog steeds bewoond werd en in goede staat was.
Tijdens de Dertigjarige Oorlog werd de burcht gedeeltelijk verwoest en onbewoonbaar gemaakt. Sinds 1984 is het pand in privébezit.

## Beschrijving van de burcht
De ruïne toont nog steeds de schildmuur met een zeshoekige toren en een ronde toren met boven zichtbare kraagstenen. Aan de binnenzijde van de schildmuur bevindt zich tegenwoordig een opslagloods in vakwerkbouw.
De dubbelwandige buitenmuur, die het risico op vallend gesteente had en naar buiten dreigde te kantelen, moest tegen de winter van 2007 worden gerenoveerd. De kosten van ongeveer € 100.000 euro werden gedeeld door de kreis, de gemeente, de monumentenzorg en de eigenaar.